# Anna Monika Jost
Anna Monika Jost (* 1944 in Klosters) ist eine schweizerische Grafikdesignerin.

## Leben und Werk
Sie begann ihre Ausbildung 1960 mit einem Vorkurs an der Kunstgewerbeschule Zürich. Nach kurzer Zeit in der Textilfachklasse, entschied sie sich für eine Lehre als wissenschaftliche Zeichnerin am Zoologischen Museum der Universität Zürich, die sie von 1961 bis 1965 absolvierte. Begleitend besuchte sie Abendkurse an der Kunstgewerbeschule, darunter Farbenlehre bei Emil Mehr.
Mit 20 Jahren zog Anna Monika Jost nach Mailand. Die Stadt galt gemeinsam mit Paris Mitte des 20. Jahrhunderts als wichtiges Zentrum der Gebrauchsgrafik.
Ihre berufliche Laufbahn startete als Werbegrafikerin bei Olivetti, unter der Leitung des Art Directors Walter Ballmer.
1967 kehrte Anna Monika Jost nach Zürich zurück, wo sie bei der Werbeagentur Heinrich Lorch tätig war. Dort war sie für die Gestaltung von Werbematerialien, Logos und Geschäftsdokumenten verantwortlich. Ab 1969 arbeitete sie in den Studios der Jean Reiwald AG in Basel und Mailand, wobei sie namhafte Kunden wie Fiat, Motta und Baccarat betreute. 1972 zog sie nach Paris, um für die Warenhauskette Prisunic die visuelle Umsetzung des neuen Erscheinungsbilds zu überwachen, das von Tomás Maldonado entworfen wurde. Ein Jahr später übernahm sie die Leitung der Grafikabteilung bei Design Programmes SA, der Firma Roger Tallons, und war für die Neugestaltung der Verpackungen der Laboratoires Goupil zuständig. Auch arbeitete sie an der Entwicklung des neuen visuellen Auftritts der SNCF gemeinsam mit Rudi Meyer und Peter Keller. Anschliessend gestaltete sie für drei Jahre halbtags Werbematerialien für pharmazeutische Produkte bei der Agentur MK et Medic Publicité. 1978 entschied sie sich für den Schritt in die Selbstständigkeit, wobei ihre Klienten unter anderem der Internationale Museumsrat, das französische Kulturministerium und die UNESCO waren. Von 1993 bis 2011 gestaltete sie das Wissenschaftsmagazin «Technè» für das Centre national de recherche et de restauration des Musées de France (CNRS) des Louvre. In ihrem Pariser Studio spezialisierte sie sich hauptsächlich auf Corporate Design sowie auf Buch- und Fachzeitschriftengestaltung.
Josts Schaffen, das von der Zeit zwischen den 1960er und 1980er Jahren geprägt ist, wurde wie das vieler Frauen in der Designgeschichte wenig gewürdigt. Erst das Bestreben vieler kultureller Einrichtungen und Privatpersonen im 21. Jahrhundert Frauen einen Platz in der Designgeschichte einzuräumen, verhalf ihrer Arbeit zu neuer Strahlkraft. Ihre Arbeiten wurden in der Ausstellung «Les Suisses de Paris» 2016 in Zürich und «Rid the Grid» 2024 in Basel, ausgestellt und der Öffentlichkeit zugänglich gemacht.
2025 zeichnete das Bundesamt für Kultur Anne Monika Jost mit dem Schweizer Grand Prix Design aus.